# Szkoła Podstawowa nr 3 w Opocznie
Szkoła Podstawowa nr 3 im. Henryka Sienkiewicza w Opocznie to ośmioletnia publiczna szkoła podstawowa zajmująca się kształceniem i wychowaniem uczniów na pierwszym (klasy 1–3) i drugim (klasy 4–8) etapie edukacyjnym. W szkole funkcjonują też oddziały przedszkolne realizujące obowiązek rocznego przygotowania przedszkolnego. Organem prowadzącym szkołę jest Gmina Opoczno.

## Historia szkoły

### Lata 50. XX w.
Z powodu zwiększającej się liczby dzieci w wieku szkolnym zdecydowano o utworzeniu 1 września 1958 roku na terenie miasta Opoczna trzeciej szkoły podstawowej. Kierownikiem nowej szkoły został Stanisław Tokarski. Grono nauczycielskie liczyło 16 nauczycieli. Ze względu na braki lokalowe i przedłużający się termin oddania nowego budynku liceum nauka w nowo powstałej szkole odbywała się popołudniami w budynkach opoczyńskich szkół podstawowych nr 1 i 2. Po kilku miesiącach nauki, w styczniu 1959 roku, szkoła została przeniesiona do nowej siedziby — wyremontowanego drewnianego parterowego baraku wykorzystywanego wcześniej jako internat liceum ogólnokształcącego. W szkole funkcjonowały organizacje uczniowskie i koła zainteresowań: Samorząd uczniowski, ZHP, Szkolne Kolo Odbudowy Warszawy, Szkolne Koło TPPR, Spółdzielnia Uczniowska, SKO, PCK, kółko taneczne, chór i szkolny zespół akordeonistów.

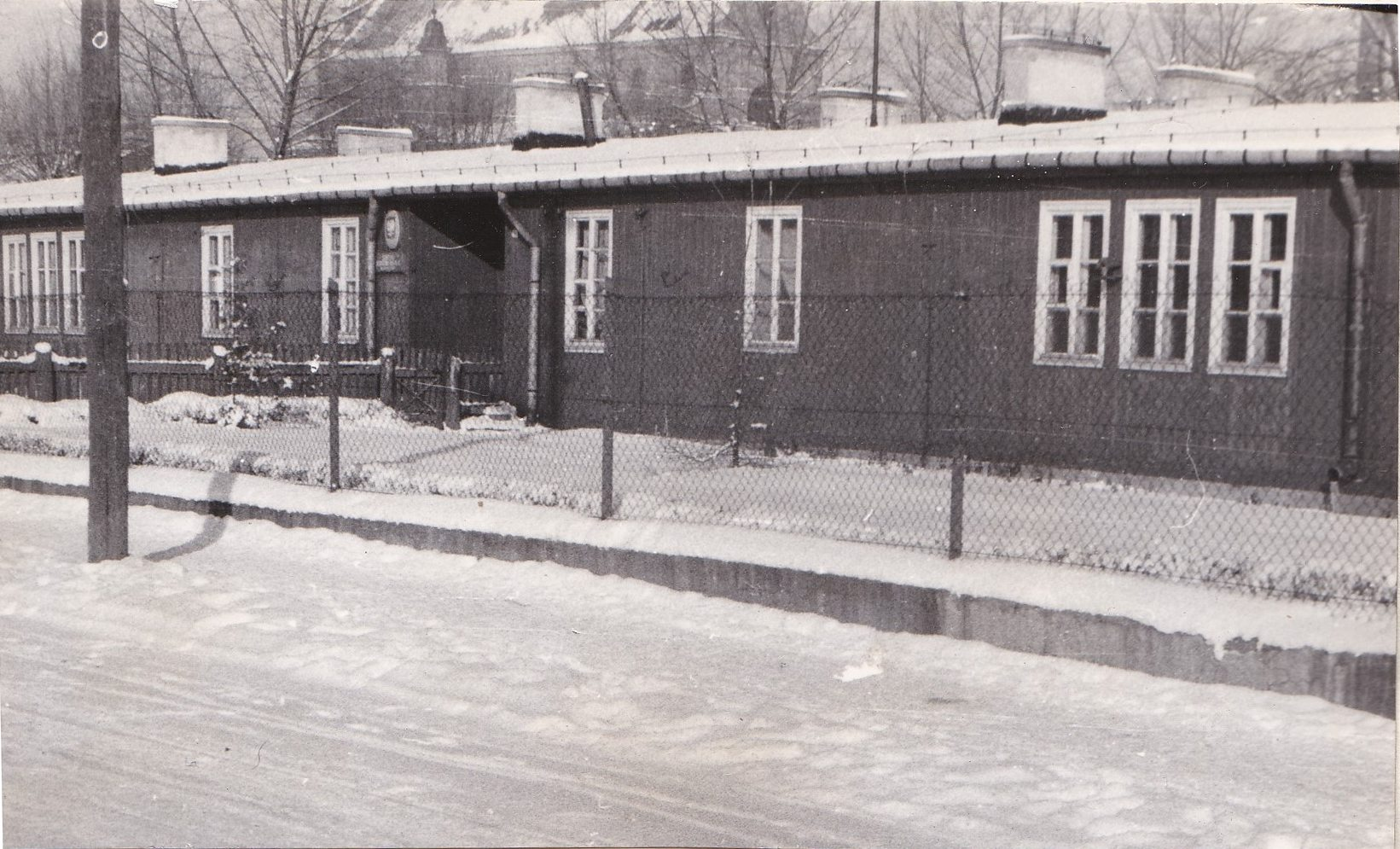
Pierwszy budynek Szkoły Podstawowej nr 3 w Opocznie przy ówczesnej ulicy 17 stycznia, w którym funkcjonowała szkoła do końca 1965 r.

### Lata 1960–1970
W szkole uczyło się około 600 uczniów w 17–22 oddziałach. Funkcjonowały następujące organizacje uczniowskie i koła zainteresowań:  ZHP, PCK, Szkolne Koło TPPR, chór szkolny, Szkolne Koło Sportowe, Kolo Budowy Warszawy, SKO, Spółdzielnia Uczniowska, zespół taneczny, orkiestra szkolna, koło polonistyczne, koło historyczne, Szkolne Koło Polskiego Towarzystwa Turystyczno - Krajoznawczego (SKKT), LOP.
Ważniejsze wydarzenia:
- W 1960 roku zlikwidowano naukę religii w szkole, uczniowie brali aktywny udział w obchodach 700-lecia Opoczna.
- Wiosną 1961 roku, podczas samowolnego rozbrajania niewybuchu z okresu II wojny światowej, zginął tragicznie jeden z uczniów siódmej klasy.
- W listopadzie 1961 r. szkołę odwiedził pisarz Czesław Centkiewicz.
- W grudniu 1962 roku z powodu silnych mrozów temperatura w salach lekcyjnych spadała często poniżej zera.
- W marcu 1965 r. w szkole gościł poeta kaszubski Jan Piepka.
- 5 grudnia 1965 r. uczniowie i nauczyciele przenieśli się do nowego budynku szkoły, w którym działa ona do dziś. Patronem szkoły został Franciszek Zubrzycki.
- 10 maja 1967 r. w szkole gościł podróżnik i pisarz Stanisław Mioduszewski.
- W 1967 roku po raz pierwszy opuścili mury szkoły absolwenci klas ósmych. Wcześniej nauka kończyła się po siódmej klasie[2].

### Lata 1971–1980
W 1975 roku nastąpiła zmiana na stanowisku dyrektora szkoły. Placówką zaczął kierować Edward Podlasek. W szkole odbywały się spotkania z ciekawymi ludźmi, np. z warszawskim aktorem Augustem Kowalczykiem. Tradycją szkoły stało się organizowanie 25 maja święta Patrona Szkoły. Na terenie placówki utworzono Izbę Pamięci Narodowej, w której zgromadzono materiały z okresu wojny i okupacji. W szkole funkcjonował chór, zespół instrumentalny, zespół wokalny, koło polonistyczne, taneczne, działały organizacje uczniowskie: ZHP, Szkolne Koło Sportowe, koło TPPR, Szkolne Koło PCK, LOP.
Ważniejsze wydarzenia:
- Podczas wycieczki szkolnej do Krakowa w czerwcu 1972 roku uczniowie szkoły mieli okazję zobaczyć ówczesnego przywódcę Kuby Fidela Castro[5].
- 22 września 1975 roku w szkole po raz pierwszy przyjęto Kodeks Ucznia[5].
- 17 lutego 1976 roku w szkole obchodzono 10-lecie działalności koła SKKT.
- Uczennica D. Bartyzel dwukrotnie osiągnęła sukces w konkursie literackim organizowanym przez pismo młodzieżowe Świat Młodych. W 1977 r. zdobyła Brązową Ostrogę za opowiadanie „To co złe mija jak sen”, a w 1978 r. Srebrną Ostrogę za opowiadanie „Galeria refleksji”[5].

### Lata 1981–1990
W 1984 roku szkołą kierowała Maria Plichta, a w 1985 roku dyrektorem został Wiesław Gudowicz. Podjęto współpracę z Państwowym Domem Dziecka w Tarasce. Dobudowano dodatkowe skrzydło budynku mieszczące 12 klasopracowni. We wrześniu 1987 roku w szkole odbyły się uroczystości wojewódzkiej inauguracji roku szkolnego z udziałem m.in. Stanisława Kolasy — I sekretarza Komitetu Wojewódzkiego PZPR w Piotrkowie Trybunalskim i Mieczysława Szulca — wojewody piotrkowskiego.

### Lata 1991–2000
W 1991 roku funkcję dyrektora zaczął pełnić Leszek Raczyński. Kontynuowano współpracę z domem dziecka w Tarasce. Po wybraniu nowego patrona szkoła brała cykliczny udział w zlotach szkół sienkiewiczowskich. Działały aktywnie różne organizacje uczniowskie, na przykład szkolne koło PTSM. Uczniowie brali udział w różnych akcjach, na przykład „Sprzątanie świata”, finał Wielkiej Orkiestry Świątecznej Pomocy, przegląd dorobku artystycznego szkół i przedszkoli.  
Ważniejsze wydarzenia: 
- 5 maja 1993 r. uczniowie szkoły w głosowaniu wybrali nowego patrona szkoły — Henryka Sienkiewicza.
- 12 września 1998 roku szkoła gościła poetki i autorki książek dla dzieci Danutę i Dorotę Gellner[8].
- 1 września 1999 r. w części budynku szkolnego powstało Gimnazjum nr 2 w Opocznie[9].
- Obok budynku szkoły wybudowano i oddano do użytku nową halę sportową. W uroczystościach otwarcia hali brała udział m.in. Irena Szewińska.
- W 1999 roku jeden z uczniów szkoły zdobył tytuł laureata w wojewódzkim konkursie biologicznym[8].
- W 1999 roku w szkole zaczęła być wydawana redagowana przez uczniów gazeta „Ale numer!”.
- Drużyna szkoły w piłce nożnej zajęła 1. miejsce w mistrzostwach województwa w halowej piłce nożnej szkół podstawowych[8].
- Uczniowie klas szóstych zajęli 1. miejsce w mistrzostwach województwa łódzkiego w sztafetowych biegach przełajowych[10].

### Lata 2001–2010
Cyklicznie był organizowany dzień patrona szkoły połączony z Biegiem Sienkiewiczowskim. Działały liczne organizacje uczniowskie i koła zainteresowań, takie jak szkolne koło teatralne, koło młodego turysty. Szkoła aktywnie współpracowała ze szkołą w czeskim Opočnie, czego efektem były m.in. wspólne uczniowskie wyjazdy wakacyjne.
Ważniejsze wydarzenia:
- 1 lipca 2002 r. powstał Zespół Szkół Samorządowych nr 3 w Opocznie, w skład którego weszła Szkoła Podstawowa nr 3 i Gimnazjum nr 3.
- Co roku 1 czerwca organizowano święto sportu szkolnego.
- Przez 5 lat w szkole była redagowana przez uczniów i wydawana gazeta szkolna „Ale numer!”.
- W 2002 z młodzieżą szkolną spotkała się pisarka Marta Fox.
- W budynku szkoły przez kilka lat funkcjonował Zamiejscowy Ośrodek Dydaktyczny Wydziału Inżynierii Materiałowej i Ceramiki Akademii Górniczo-Hutniczej im. Stanisława Staszica[11].
- W 2008 obchodzono 50-lecie istnienia szkoły.
- 22 października 2010 r. w zorganizowanej w szkole debacie ekologicznej uczestniczyła prof. Danuta Hübner[12].

### Lata 2011–2020
Podczas organizowanych w 2011 roku Dni Sienkiewiczowskich placówkę odwiedził aktor Krzysztof Kowalewski. W latach 2013–2015 szkoła co roku organizowała wydarzenie pod nazwą "Piknik z Trójką". Program pikniku obejmował m.in. występy uczniów, zabawy, konkursy, warsztaty, pokazy taneczne, garncarstwa, pisania gęsim piórem i czerpania papieru, a także wystawę zwierząt domowych. W maju 2014 roku gościem pikniku był aktor Daniel Wieleba.  
- W 2011 roku placówka, jako jedyna z całego powiatu opoczyńskiego, zdobyła tytuł „Szkoła Odkrywców Talentów”[16].
- Szkoła kontynuowała współpracę ze swoim odpowiednikiem w czeskim Opočnie[17].
- 28 października 2014 r. podczas prowadzonych prac dekarskich zapaliło się poszycie dachu szkoły. Przeprowadzono ewakuację 800 uczniów. Nie odnotowano poważniejszych strat[18].

### Szkoła dziś

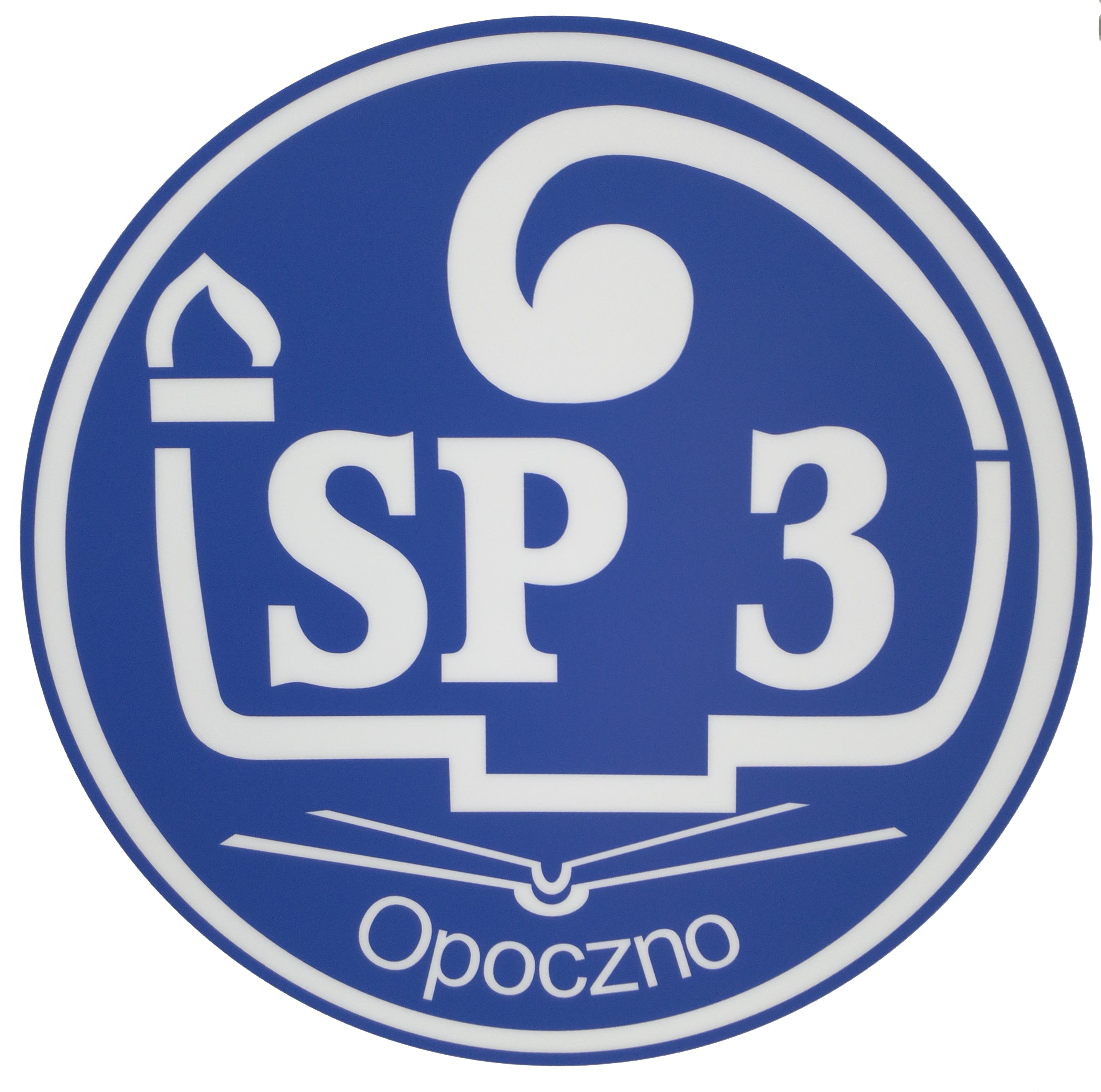
Logo Szkoły Podstawowej nr 3 w Opocznie

Na terenie placówki funkcjonuje 26 sal lekcyjnych (w tym 2 sale komputerowe), sala do prowadzenia zajęć specjalistycznych, aula, hala sportowa, sala gimnastyczna, siłownia, biblioteka szkolna, stołówka, świetlica, gabinet stomatologiczny i gabinet pielęgniarki. Obok szkoły znajduje się boisko i plac zabaw. Od 1 września 2021 w szkole funkcjonuje klasa sportowa o profilu pływanie. 
Aktywnie działają różne organizacje uczniowskie i koła zainteresowań, takie jak Samorząd Uczniowski, Szkolne Koło Wolontariatu, Uczniowski Klub Sportowy „Trójka”. Cyklicznie organizowane są też wydarzenia okolicznościowe: Dni Sienkiewiczowskie, Dzień Pluszowego Misia, The Voice of School. Uczniowie biorą udział w wielu akcjach wolontariackich, takich jak zbiórka plastikowych nakrętek, Świąteczna Paczka dla Wołynia, Szlachetna Paczka, Góra Grosza, WOŚP. W szkole wydawana jest gazeta szkolna dostępna w postaci elektronicznej. Placówka utrzymuje wieloletni kontakt ze szkołami partnerskimi w Gorajmówce na Wołyniu oraz w czeskim Opočnie.

## Tradycja

### Patron
Po przeniesieniu szkoły do nowego budynku pod koniec 1965 r. patronem szkoły został Franciszek Zubrzycki. 1 września 1987 roku z okazji 45. rocznicy powstania Gwardii Ludowej Komitet Rodzicielski ufundował jego popiersie. Placówka nosiła imię tej kontrowersyjnej postaci do roku 1993, kiedy to zdecydowano o zmianie patrona. W wyniku referendum przeprowadzonego  wśród społeczności szkolnej: uczniów, nauczycieli i rodziców, nowym patronem wybrano Henryka Sienkiewicza. Z dniem 1 września 1993 r. placówce oficjalnie nadano nazwę Szkoła Podstawowa nr 3 im. Henryka Sienkiewicza w Opocznie. Tego samego patrona przyjęło również Gimnazjum nr 3 w Opocznie działające w budynku szkoły po jej przekształceniu w Zespół Szkół Samorządowych nr 3.
Szkoła na przestrzeni lat organizowała wiele działań nawiązujących do swojego patrona. Tradycją stało się obchodzenie w maju Dni Sienkiewiczowskich, podczas których odbywały się m.in. konkursy plastyczne, wiedzowe, recytatorskie, literackie i Bieg Sienkiewiczowski. Szkoła wielokrotnie brała udział w Zlotach Szkół Sienkiewiczowskich, m.in. w Łowiczu, Kościelcu, Poznaniu, Myszkowie, Szydłowcu, Ziębicach, Zamościu, Kołobrzegu i Olecku. W 2000 r. delegacja szkoły wzięła również udział w odsłonięciu pierwszego w stolicy pomnika Henryka Sienkiewicza.

### Sztandar

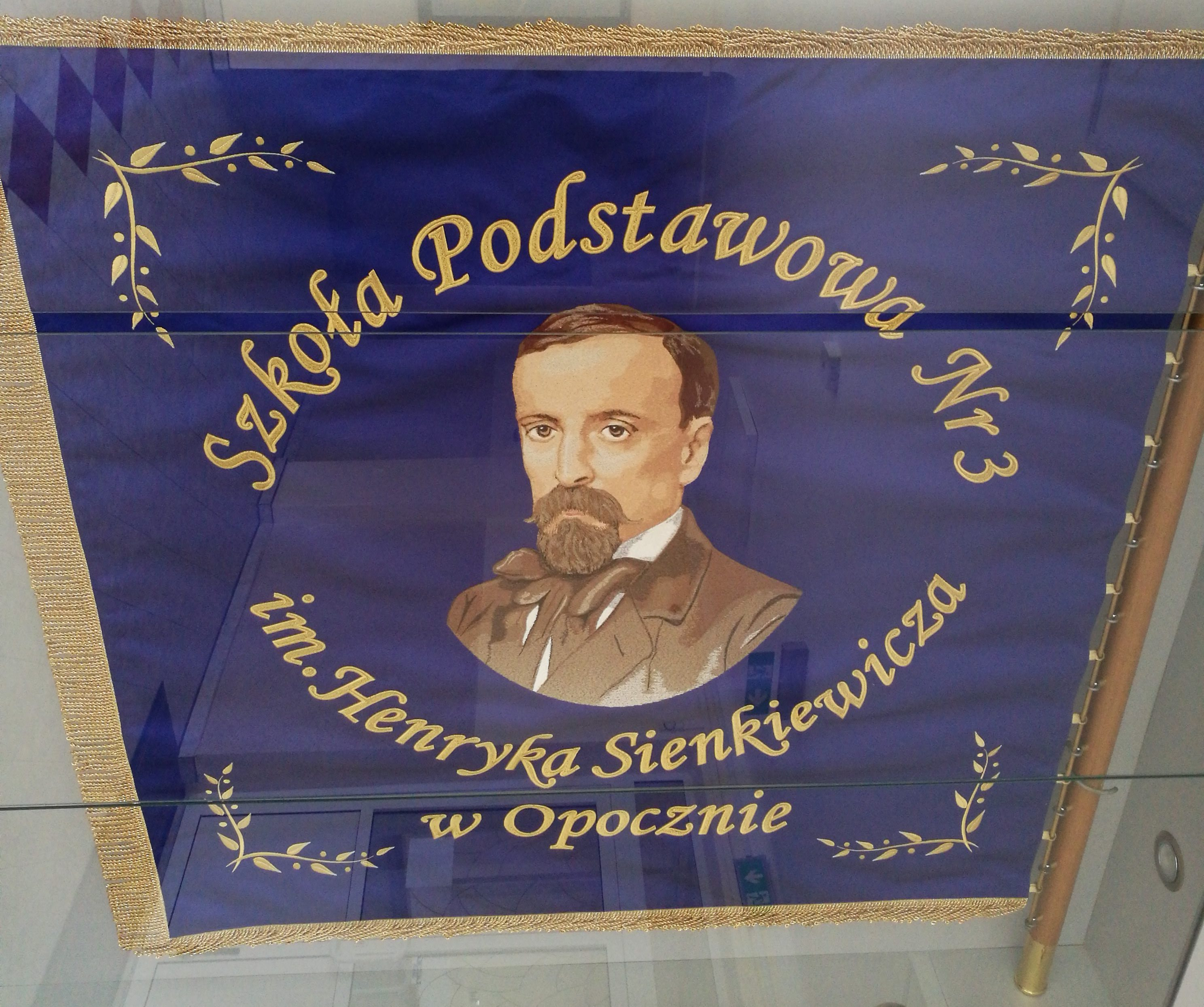
Sztandar Szkoły Podstawowej nr 3 w Opocznie

Szkoła od czasu nadania jej imienia Franciszka Zubrzyckiego posiadała sztandar. Był on przechowywany wraz z innymi pamiątkami z okresu II wojny światowej w Izbie Pamięci Narodowej. Po zmianie patrona szkoły w 1993 roku szkoła nie miała sztandaru aż do roku 2008. Od tego czasu nowy sztandar towarzyszy delegacjom uczniów podczas różnych uroczystości.

### Hymn
Pierwszy hymn szkoły powstał w latach 80. XX w. Po zmianie patrona szkoły nastąpiła również zmiana hymnu. Aktualny tekst hymnu jest następujący:

Nasza szkoła wielka jest

I jej patron wielki wieszcz

To Sienkiewicz twórca dzieł

Który tkwi w pamięci mej

Refren: 

Hej, szkoło ty nasza chlubo

Ty uczysz nas, jak godnie żyć

Jak wybrać w życiu jedyny cel?

I nas ochraniasz od życia mgieł

Uczą nas nauczyciele

Którzy prócz przyjaźni swej

Odpowiedzi znają wiele

Jak przez życie godnie przejść

Ref. Hej, szkoło…

Zdobywamy wiedzę śmiało

Chcemy zmieniać w lepsze świat

Planów każdy ma niemało

Choć niedużo mamy lat

Ref. Hej, szkoło…

Słowa: Maja Smolarek, Patrycja Szczypińska

Muzyka: Artur Telus

## Przekształcenia organizacyjne
Wraz z kolejnymi reformami szkolnictwa zmieniała się nazwa szkoły. Od początku jej powstania do roku 1999 placówka nosiła nazwę Szkoła Podstawowa nr 3 w Opocznie. Po reformie szkolnictwa 1 września 1999 r. w tym samym budynku oprócz szkoły podstawowej zaczęło funkcjonować Gimnazjum nr 2. 1 lipca 2002 r. szkołę przekształcono w Zespół Szkół Samorządowych nr 3, na który składała się Szkoła Podstawowa nr 3 oraz Gimnazjum nr 3. Po kolejnej reformie i zlikwidowaniu gimnazjów placówka powróciła do dawnej nazwy i od 1 września 2017 r. jest znowu Szkołą Podstawową nr 3 w Opocznie.

## Dyrektorzy

### Szkoła Podstawowa nr 3
- Stanisław Tokarski (1958–1975)
- Edward Podlasek (1975–1984)
- Maria Plichta (1984–1985)
- Wiesław Gudowicz (1985–1991)
- Maria Korban (marzec–sierpień 1991)
- Leszek Raczyński (1991–2002)
- Krystyna Gajewska (w zastępstwie)
- Anna Pręcikowska-Skoczylas (2017–2019)[38]
- Edyta Skorupska (2019)[39]
- Katarzyna Sokół (2019–2021)
- Edyta Skorupska (2021–

### Zespół Szkół Samorządowych nr 3
- Leszek Raczyński (VII–IX 2002)
- Zbigniew Gorzeń (XII 2002–2006)
- Zofia Wlazło (2006–2007)
- Bożena Michalczyk (2007–2008)
- Aneta Tokarska (2008–2017)[40]

## Znani absolwenci
Paweł Karbownik
Dominik Michałowicz
Zbigniew Natkański